# Eleição municipal de Aracaju em 2004
A eleição municipal de Aracaju em 2004 ocorreu em 3 de outubro de 2004, para a eleição de um prefeito, um vice-prefeito e mais 21 vereadores. O prefeito Marcelo Déda do PT tentou a reeleição e elegeu-se prefeito em turno único, recebendo 186.507 votos (71,39% dos votos válidos), sendo a segunda colocada a então deputada estadual Susana Azevedo do PPS, que recebeu 47.166 votos (18,05% da votação válida total). Marcelo Déda foi eleito para mais um mandato pelo período de 1º de janeiro de 2005 a 31 de dezembro de 2008.

## Candidatos
|  | Nº | Candidato(a) a prefeito | Candidato(a) a prefeito                          | Candidato(a) a vice-prefeito | Candidato(a) a vice-prefeito                                | Coligação |
|  | -- | ----------------------- | ------------------------------------------------ | ---------------------------- | ----------------------------------------------------------- | --- |
|  | 13 |                         | Marcelo Déda (PT) Marcelo Déda Chagas            |                              | Edvaldo Nogueira (PCdoB) Edvaldo Nogueira Filho             | Aracaju, Orgulho de Todos - Partido dos Trabalhadores (PT) - Partido Comunista Brasileiro (PCB) - Partido da Mobilização Nacional (PMN) - Partido Socialista Brasileiro (PSB) - Partido Comunista do Brasil (PCdoB)                                                                                       |
|  | 15 |                         | Jorge Alberto (PMDB) Jorge Alberto Teles Prado   |                              | Roberto Gurgel (PMDB) Roberto Queiroz Gurgel                | Aracaju Melhor - Partido do Movimento Democrático Brasileiro (PMDB) - Partido Social Liberal (PSL) - Partido da Social Democrata Cristão (PSDC) - Partido Humanista da Solidariedade (PHS) |
|  | 16 |                         | Vera Lúcia (PSTU) Vera Lúcia Salgado             |                              | Elinos Sabino (PSTU) Elinos Sabino dos Santos               | Sem coligação - Partido Socialista dos Trabalhadores Unificado (PSTU) |
|  | 23 |                         | Susana Azevedo (PPS) Susana Maria Fontes Azevedo |                              | Claudia Andrade (PTdoB) Cláudia Helena Josepetti de Andrade | Tempo Novo na Política - Partido Popular Socialista (PPS) - Partido Progressista (PP) - Partido Social Cristão (PSC) - Partido da Frente Liberal (PFL) - Partido Renovador Trabalhista Brasileiro (PRTB) - Partido Trabalhista Cristão (PTC) - Partido Verde (PV) - Partido Trabalhista do Brasil (PTdoB) |
|  | 26 |                         | Adelmo Macedo (PAN) Adelmo Alves de Macedo       |                              | Reges Meira (PAN) Reges Almeida Meira                       | Sem coligação - Partido dos Aposentados da Nação (PAN) |
|  | 44 |                         | Renato Sampaio (PRP) José Renato Lima Sampaio    |                              | Augusto Barreto (PRP) Augusto Barreto Silva                 | Aracaju Uma Nova Esperança - Partido Republicano Progressista (PRP) - Partido Democrático Trabalhista (PDT) - Partido de Reedificação da Ordem Nacional (PRONA) |

## Resultado da eleição
| 1º Turno 3 de outubro de 2004 | 1º Turno 3 de outubro de 2004 | 1º Turno 3 de outubro de 2004 | 1º Turno 3 de outubro de 2004 |
| Candidato(a)                  | Vice                          | Votação                       | Votação                       |
| Candidato(a)                  | Vice                          | Total                         | Porcentagem                   |
| ----------------------------- | ----------------------------- | ----------------------------- | ----------------------------- |
| Marcelo Déda (PT)             | Edvaldo Nogueira (PCdoB)      | 186.507                       | 71,39%                        |
| Susana Azevedo (PPS)          | Cláudia Andrade (PTdoB)       | 47.166                        | 18,05%                        |
| Renato Sampaio (PRP)          | Augusto Barreto (PRP)         | 9.963                         | 3,81%                         |
| Jorge Alberto (PMDB)          | Roberto Gurgel (PMDB)         | 9.488                         | 3,63%                         |
| Vera Lúcia (PSTU)             | Elinos Sabino (PSTU)          | 5.242                         | 2,01%                         |
| Adelmo Macedo (PAN)           | Reges Meira (PAN)             | 2.906                         | 1,11%                         |
| Total de votos válidos        | Total de votos válidos        | 261.272                       | 100,00%                       |
| Votos apurados                |                               |                               |                               |
| Votos válidos                 | Votos válidos                 | 261.272                       | 91,93%                        |
| Votos em branco               | Votos em branco               | 5.782                         | 2,04%                         |
| Votos nulos                   | Votos nulos                   | 17.147                        | 6,03%                         |
| Total de votos apurados       | Total de votos apurados       | 284.201                       | 100,00%                       |
| Eleitores                     |                               |                               |                               |
| Comparecimento                | Comparecimento                | 284.201                       | 87,19%                        |
| Abstenções                    | Abstenções                    | 41.753                        | 12,81%                        |
| Total de eleitores            | Total de eleitores            | 325.954                       | 100,00%                       |

## Vereadores eleitos
Representação eleita
  PT: 4
  PFL: 3
  PSB: 2
  PL: 2
  PDT: 1
  PTB: 1
  PCdoB: 1
  PV: 1
  PRONA: 1
  PMDB: 1
  PSC: 1
  PTdoB: 1

Fonteː
| Número | Vereadores eleitos   | Partido | Votação | Percentual |
| 12345  | Fábio Henrique       | PDT     | 6.672   | 2,48%      |
| 13900  | Prof. Iran Barbosa   | PT      | 6.316   | 2,34%      |
| 40123  | Zeca                 | PSB     | 5.702   | 2,12%      |
| 14625  | Evando Franca        | PTB     | 5.223   | 1,94%      |
| 22613  | Sérgio Góes          | PL      | 5.167   | 1,92%      |
| 22123  | Pastor Jony          | PL      | 4.768   | 1,77%      |
| 65666  | Tânia Soares         | PCdoB   | 4.704   | 1,75%      |
| 13133  | Emmanuel Nascimento  | PT      | 4.665   | 1,73%      |
| 13600  | Conceição Vieira     | PT      | 4.463   | 1,66%      |
| 13103  | Pedrinho Andrade     | PT      | 4.225   | 1,57%      |
| 43777  | Sandro de Miro       | PV      | 4.197   | 1,56%      |
| 25123  | Vinícius Porto       | PFL     | 4.195   | 1,56%      |
| 25789  | Juvêncio Oliveira    | PFL     | 3.775   | 1,40%      |
| 40640  | Elber Batalha Filho  | PSB     | 3.682   | 1,37%      |
| 56333  | Nitinho              | PRONA   | 3.444   | 1,28%      |
| 15555  | Dr. Gonzaga          | PMDB    | 3.302   | 1,23%      |
| 20123  | Pastor Daniel Fortes | PSC     | 3.175   | 1,18%      |
| 25333  | Dr. Manuel Marcos    | PFL     | 3.112   | 1,16%      |
| 70123  | Valdir Santos        | PTdoB   | 2.261   | 0,84%      |